# Estádio Décio Vitta
Estádio Décio Vitta – stadion piłkarski w Americana, São Paulo (stan), Brazylia, na którym swoje mecze rozgrywa klub Rio Branco Esporte Clube.